# Liste der Stolpersteine in Dransfeld
Die Liste der Stolpersteine in Dransfeld enthält alle Stolpersteine, die im Rahmen des gleichnamigen Kunst-Projekts von Gunter Demnig in Dransfeld verlegt wurden. Mit ihnen soll der Opfer des Nationalsozialismus gedacht werden, die in Dransfeld lebten und wirkten. Bei drei Verlegungen seit Mai 2013 wurden bisher insgesamt 38 Stolpersteine verlegt. (Stand: Juni 2019)

## Liste der Stolpersteine
| Bild                                 | Person, Inschrift | Adresse                                         | Verlegedatum | Anmerkung |
| ------------------------------------ | --- | ----------------------------------------------- | ------------ | --- |
| Stolperstein von Adolf Katzenstein   | Hier wohnte Adolf Katzenstein Jg. 1903 Flucht 1939 USA                                                                           | Bahnhofstraße 7 ·                               | 9. Okt. 2014 | Adolf Katzenstein wurde am 8. September 1903 in Körbecke geboren. Er kam 1925 nach Dransfeld und übernahm 1929 den Landhandel von Jacob Isenberg. Er heiratete Alice geb. Schwalm und hatte mit ihr zwei Kinder, Eva und Fritz (Fred). Am 26. Januar 1937 zog die Familie nach Hamburg und flüchtete 1938 in die Niederlande. Von dort gelang ihr im Februar 1939 die Flucht in die USA. Die Familie lebte dort in Forest Hills, einem Vorort von New York. |
| Stolperstein von Alice Katzenstein   | Hier wohnte Alice Katzenstein geb. Schwalm Jg. 1905 Flucht 1939 USA                                                              | Bahnhofstraße 7 ·                               | 9. Okt. 2014 | Alice Katzenstein wurde am 25. Februar 1905 als Tochter von Levi und Meta Schwalm in Dransfeld geboren. Sie heiratete Adolf Katzenstein und hatte mit ihm zwei Kinder. 1937 zog sie mit ihren Eltern und ihrer Familie nach Hamburg und flüchtete 1938 in die Niederlande, 1939 dann in die USA, wohin auch ihre Schwester Grete Löwenstein geflüchtet war. |
| Stolperstein von Eva Katzenstein     | Hier wohnte Eva Katzenstein Jg. 1931 Flucht 1939 USA                                                                             | Bahnhofstraße 7 ·                               | 9. Okt. 2014 | Eva Katzenstein wurde am 26. April 1931 als Tochter von Adolf und Alice Katzenstein in Dransfeld geboren. Mit ihren Eltern gelangte sie 1938/39 über die Niederlande in die USA. |
| Stolperstein von Fred Katzenstein    | Hier wohnte Fred Katzenstein Jg. 1936 Flucht 1939 USA                                                                            | Bahnhofstraße 7 ·                               | 9. Okt. 2014 | Fred Katzenstein wurde am 19. Juli 1936 als Sohn von Adolf und Alice Katzenstein in Dransfeld geboren. Mit seinen Eltern gelangte er 1938/39 über die Niederlande in die USA. |
| Stolperstein von Levi Schwalm        | Hier wohnte und lehrte Levi Schwalm Jg. 1876 Flucht 1937 Holland USA überlebt                                                    | Gerlandstraße 4 · gegenüber der Synagoge ·      | 13. Mai 2013 | Levi Schwalm wurde am 4. Januar 1876 in Treysa geboren. Er machte eine dreijährige Ausbildung zum Lehrer an der Bildungsanstalt für jüdische Lehrer in Hannover. Ab 1898 war er zunächst an der jüdischen Schule in Bovenden tätig und ab 1904 dann an der jüdischen Schule in Dransfeld. 1904 heiratete er Meta Lilienthal, aus der Ehe gingen die Kinder Alice und Grete Lilienthal hervor. Ein Sohn verstarb bereits als Kind. Am 19. April 1933 erhielt Levi Schwalm eine Dankesurkunde der Preußischen Regierung für die von ihm geleistete Arbeit. Zum 1. Mai 1933 wurde er zwangsweise in den Ruhestand versetzt und die Schule geschlossen. 1937 zog er mit seiner Frau, seiner Tochter Alice Katzenstein und deren Familie nach Hamburg, 1938 flüchtete er mit ihnen in die Niederlande und im Oktober 1939 in die USA. Er starb am 27. Februar 1951 in New York. |
| Stolperstein von Meta Schwalm        | Hier wohnte Meta Schwalm geb. Lilienthal Jg 1883 Flucht 1937 Holland USA überlebt                                                | Gerlandstraße 4 · gegenüber der Synagoge ·      | 13. Mai 2013 | Meta Schwalm wurde am 8. Dezember 1883 in Bovenden geboren. 1904 heiratete sie Levi Schwalm und zog mit ihm nach Dransfeld. Sie hatte zwei Töchter und lebte im Schulhaus in der Gerlandstraße. Mit ihrem Mann und der Tochter Alice zog sie 1937 nach Hamburg und flüchtete 1938 in die Niederlande und 1939 in die USA, wo sie am 26. Dezember 1959 starb. |
| Stolperstein von Grete Löwenstein    | Hier wohnte Grete Löwenstein geb. Schwalm Jg. 1908 Flucht 1939 USA überlebt                                                      | Gerlandstraße 4 · gegenüber der Synagoge ·      | 13. Mai 2013 | Grete Schwalm wurde am 24. Februar 1908 als Tochter von Levi und Meta Schwalm in Dransfeld geboren. 1936 heiratete sie den Kaufmann Ludwig Löwenstein aus Göttingen. Mit ihrem Mann und dem Stiefsohn Heinz zog sie im Februar 1939 nach Hamburg und flüchtete dann in die USA. |
| Stolperstein von Hermann Proskauer   | Hier wohnte Hermann Proskauer Jg. 1874 ’Schutzhaft’ 1938 Gefängnis Göttingen deportiert 1942 Ghetto Warschau ermordet            | Lange Straße / · Imbser Weg ·                   | 9. Okt. 2014 | Hermann Proskauer wurde am 7. Dezember 1874 in Münden geboren. Er war mit Johanne Proskauer verheiratet, zog 1908 mit ihr nach Dransfeld und hatte zwei Kinder. 1938 zog er mit seiner Familie zurück nach Hann. Münden. Während der Novemberpogrome wurde er am 10. November 1938 mit seinem Sohn Erwin verhaftet und war im Göttinger Gefängnis inhaftiert. Die geplante Ausreise nach Argentinien nach seiner Freilassung scheiterte. Ab 26. März 1942 war er mit seiner Familie im Sammellager Hannover-Ahlem inhaftiert und wurde am 31. März 1942 von dort in das Ghetto Warschau deportiert. Später wurde er für tot erklärt. |
| Stolperstein von Johanne Proskauer   | Hier wohnte Johanne Proskauer geb. Simon Jg. 1882 deportiert 1942 Ghetto Warschau ermordet                                       | Lange Straße / · Imbser Weg ·                   | 9. Okt. 2014 | Johanne Proskauer wurde am 8. Februar 1882 als Johanne Simon in Binsförth geboren. 1908 zog sie mit ihrem Mann Hermann nach Dransfeld, wo ihre beiden Kinder geboren wurden. 1938 siedelte die Familie nach Hann. Münden über. 1942 wurde Johanne Proskauer in das Ghetto Warschau deportiert. |
| Stolperstein von Erwin Proskauer     | Hier wohnte Erwin Proskauer Jg. 1910 ’Schutzhaft’ 1938 Gefängnis Göttingen entlassen 1939 von SA ermordet 3.10.1939 Hann. Münden | Lange Straße / · Imbser Weg ·                   | 9. Okt. 2014 | Erwin Proskauer wurde am 4. Mai 1910 als Sohn von Hermann und Johanne Proskauer in Dransfeld geboren. Erwin Proskauer wurde in der Nacht des 3. Oktober 1939 von fünf Männern aus seiner Wohnung in Hann. Münden geholt und in der Werra Höhe Wanfrieder Schlagd ertränkt. Man fand seinen Leichnam am 19. Oktober 1939 bei Gewissenruh. |
| Stolperstein von Senta Proskauer     | Hier wohnte Senta Proskauer geb. Strasser Jg. 1915 Flucht 1938 Paraguay                                                          | Lange Straße / · Imbser Weg ·                   | 9. Okt. 2014 | Senta Proskauer wurde am 12. Dezember 1915 als Tochter von Hermann und Johanne Proskauer geboren. Sie war mit Werner Strasser verheiratet und flüchtete am 20. Mai 1938 mit ihm nach Paraguay. |
| Stolperstein von Jacob Isenberg      | Hier wohnte Jacob Isenberg Jg. 1864 deportiert 1942 Theresienstadt 1942 Treblinka ermordet                                       | Lange Straße 8 ·                                | 9. Okt. 2014 | Jacob Isenberg wurde am 26. Juli 1864 in Dransfeld geboren. Er betrieb in Dransfeld einen Landhandel, den er 1929 an Adolf Katzenstein abgab und sich zur Ruhe setzte. Zeitweise war er Vorsteher der jüdischen Gemeinde. Im September 1940 zog er in ein Altersheim nach Hannover. Am 23. Juli 1942 wurde er ab Sammellager Hannover-Ahlem in das Ghetto Theresienstadt und von dort am 23. September 1942 in das Vernichtungslager Treblinka deportiert, wo er vermutlich bei Ankunft ermordet wurde. Später wurde er für tot erklärt. |
| Stolperstein von Israel Isenberg     | Hier wohnte Israel Isenberg Jg. 1867 Schicksal unbekannt                                                                         | Lange Straße 27 ·                               | 24. Mai 2017 | Israel Isenberg wurde am 17. Juni 1867 in Dransfeld geboren. Er betrieb mit seinem Bruder Louis in Dransfeld ein Textilgeschäft. Nach Aufgabe des Geschäftes zog er Anfang der 1930er Jahre nach Eisleben, kam aber 1940 zurück nach Dransfeld. Sein weiteres Schicksal ist bisher unbekannt. |
| Stolperstein von Siegmund Isenberg   | Hier wohnte Siegmund Isenberg Jg. 1867 deportiert 1942 Theresienstadt ermordet 23.12.1942                                        | Lange Straße 27 ·                               | 24. Mai 2017 | Siegmund Isenberg wurde am 17. Juni 1867 in Dransfeld geboren. 1899 ging er nach Eisleben und übernahm dort ein Geschäft, das er 1938 im Zuge der "Arisierung" aufgeben musste. Er wurde in das Altersheim in die Boelckestraße nach Halle gebracht und von dort am 20. September 1942 in das Ghetto Theresienstadt deportiert, wo er am 23. Dezember 1942 starb. Im August 2018 wurde vor seinem Haus am Markt 49 in Eisleben ebenfalls ein Stolperstein für ihn verlegt. → Liste der Stolpersteine in Lutherstadt Eisleben |
| Stolperstein von Alfred Dannenberg   | Hier wohnte Alfred Dannenberg Jg. 1886 Flucht 1939 England USA überlebt                                                          | Lange Straße 29 ·                               | 13. Mai 2013 | Alfred Dannenberg wurde am 5. August 1886 in Marlow geboren. 1910 kam er von Warburg nach Dransfeld und arbeitete als Handlungsgehilfe, später gründete er ein eigenes Geschäft. Er war mit Karoline Dannenberg geb. Arensberg verheiratet und hatte mit ihr drei Töchter: Irma (Irene), Hildegard (Hilde) und Ursula (Ursel). Mit der Familie flüchtete er im August 1939 nach England. Alfred Dannenberg starb 1964. |
| Stolperstein von Karoline Dannenberg | Hier wohnte Karoline Dannenberg geb. Arensberg Jg. 1890 Flucht 1939 England USA überlebt                                         | Lange Straße 29 ·                               | 13. Mai 2013 | Karoline Dannenberg wurde am 10. September 1890 als Karoline Arensberg in Dransfeld geboren. Sie war mit Alfred Dannenberg verheiratet und hatte drei Töchter. Im August 1939 flüchtete sie mit ihrer Familie und der Tante nach England. Sie starb im Jahr 1969. |
| Stolperstein von Frieda Arensberg    | Hier wohnte Frieda Arensberg Jg. 1875 Flucht 1939 England USA überlebt                                                           | Lange Straße 29 ·                               | 13. Mai 2013 | Frieda Arensberg wurde am 15. Mai 1875 in Dransfeld geboren und arbeitete als Fischhändlerin. Karoline Dannenberg war ihre Nichte. Ihr gelang mit Familie Dannenberg im August 1939 die Flucht nach England. Sie starb im Jahr 1952. |
| Stolperstein von Irene Danneberg     | Hier wohnte Irene Dannenberg verh. Katz Jg. 1915 Flucht 1938 USA überlebt                                                        | Lange Straße 29 ·                               | 13. Mai 2013 | Irma (Irene) Dannenberg wurde am 5. August 1915 als Tochter von Alfred und Karoline Dannenberg in Dransfeld geboren. Am 15. März 1934 zog sie nach Hamburg. Sie heiratete dann Ludolf Katz aus Göttingen und flüchtete mit ihm 1938 über England in die USA. Sie starb am 23. Februar 2007 in Sarasota, FL. |
| Stolperstein von Hilde Dannenberg    | Hier wohnte Hilde Dannenberg verh. Rosenfelder Jg. 1919 Flucht 1939 England überlebt                                             | Lange Straße 29 ·                               | 13. Mai 2013 | Hildegard (Hilde) Dannenberg wurde am 18. Juni 1919 als Tochter von Alfred und Karoline Dannenberg in Dransfeld geboren. Im Juni 1939 flüchtete sie nach England, ihre Eltern folgten im gleichen Jahr. 1942 heiratete sie Robert Rosenfelder. Sie starb am 17. Mai 2007 in London. |
| Stolperstein von Ursel Dannenberg    | Hier wohnte Ursel Dannenberg verh. Macy Jg. 1922 Flucht 1939 England USA überlebt                                                | Lange Straße 29 ·                               | 13. Mai 2013 | Ursula (Ursel) Dannenberg wurde am 17. Dezember 1922 als Tochter von Alfred und Karoline Dannenberg in Dransfeld geboren. Im August 1939 flüchtete sie mit ihren Eltern nach England. Später übersiedelte sie in die USA und heiratete dort Robert Macy. Sie starb am 29. März 2021 in Sequim, WA. |
| Stolperstein von Josef Stern         | Hier wohnte Josef Stern Jg. 1880 Flucht 1940 Uruguay                                                                             | Lange Straße 30 ·                               | 24. Mai 2017 | Josef Stern wurde am 11. November 1880 in Wieseck geboren. 1905 heiratete er Regina Schwalm und hatte mit ihr einen Sohn. 1937 zog die Familie nach Göttingen, im Jahr 1939 flüchteten sie in die USA. |
| Stolperstein von Regina Stern        | Hier wohnte Regina Stern geb. Schwalm Jg. 1881 Flucht 1940 Uruguay                                                               | Lange Straße 30 ·                               | 24. Mai 2017 | Regina Schwalm wurde am 10. Januar 1881 in Treysa geboren. Sie heiratete 1905 den Kaufmann Josef Stern und lebte mit ihm in Dransfeld. 1937 zog die Familie nach Göttingen, im Jahr 1939 flüchteten sie zusammen mit ihrem Sohn Kurt in die USA. |
| Stolperstein von Samuel Haas         | Hier wohnte Samuel Haas Jg. 1878 Flucht 1933 Holland versteckt/überlebt                                                          | Lange Straße 49 ·                               | 13. Mai 2013 | Samuel Haas wurde am 5. Juni 1878 in Mardorf (Kreis Marburg-Biedenkopf) geboren. Nach der Heirat 1904 in Eisleben zog er mit seiner Frau Ella nach Dransfeld und betrieb dort einen Viehhandel. Aus der Ehe gingen die Söhne Carl und Heinz hervor. Im Frühjahr 1933 flüchtete er mit seiner Frau Ella in die Niederlande nach Utrecht und übersiedelte ein Jahr später nach Den Haag, wo seine Frau Ella 1936 starb. Er heiratete 1938 erneut und überlebte mit seiner zweiten Frau ab 1940 in häufig wechselnden Verstecken die Verfolgung. Samuel Haas starb am 26. September 1954 in Marburg und ist auf dem jüdischen Friedhof in Kirchhain beerdigt. |
| Stolperstein von Ella Haas           | Hier wohnte Ella Haas geb. Goldstein Jg. 1885 Flucht 1933 Holland versteckt/überlebt                                             | Lange Straße 49 ·                               | 13. Mai 2013 | Ella Haas wurde am 30. April 1885 als Ella Goldstein in Roßla geboren. Sie flüchtete mit ihrem Mann im Frühjahr 1933 in die Niederlande und starb am 3. Juli 1936 in Den Haag, bevor mit der Besetzung durch die Deutsche Wehrmacht die NS-Judenverfolgung 1940 auch auf die Niederlande übergriff. |
| Stolperstein von Carl Haas           | Hier wohnte Carl Haas Jg. 1906 Flucht 1933 Holland interniert Westerbork deportiert 1944 Bergen-Belsen befreit/überlebt          | Lange Straße 49 ·                               | 13. Mai 2013 | Carl Haas wurde am 31. August 1906 als Sohn von Samuel und Ella Haas in Dransfeld geboren. Er besuchte die Kaiser-Wilhelm-II.-Oberrealschule in Göttingen und legte dort sein Abitur ab. Ab 1927 studierte er an der Georgia-Augusta Zahnmedizin und wurde 1931 zum Dr. med. dent. promoviert. Nach einer Famulatur in Lüneburg übersiedelte er 1932 nach Utrecht und 1934 dann nach Den Haag, wo er als Zahnarzt arbeitete. Dort heiratete er 1937 Lotte Hanf. Mit ihr zusammen wurde er 1944 über das Durchgangslager Westerbork in das KZ Bergen-Belsen ("Sternlager") deportiert. Er überlebte das KZ, wurde 1945 befreit und kehrte nach Den Haag zurück, wo er im Jahr 1990 starb. |
| Stolperstein von Heinz Haas          | Hier wohnte Heinz Haas Jg. 1916 Flucht 1933 Holland 1936 Argentinien überlebt                                                    | Lange Straße 49 ·                               | 13. Mai 2013 | Heinz Haas wurde am 14. Oktober 1916 als Sohn von Samuel und Ella Haas in Dransfeld geboren. Nach Schulbesuch in Göttingen und Tätigkeiten in Banteln und Hannover ging er 1936 zu seinen Eltern nach Den Haag, nach dem Tod seiner Mutter im selben Jahr dann nach Buenos Aires. Er starb 1978. |
| Stolperstein Ernst Löwenheim         | Hier wohnte Ernst Löwenheim Jg. 1883 gedemütigt/entrechtet Flucht in den Tod 19.11.1938                                          | Gerlandstraße 7 · vor der ehemaligen Synagoge · | 9. Okt. 2014 | Ernst Löwenheim wurde am 10. Juni 1883 in Dransfeld geboren und betrieb später ein Tabakgeschäft. Er beging am 19. November 1938, wenige Tage nach den Novemberpogromen Suizid. Die Stolpersteine sollten ursprünglich vor dem Haus Lange Straße 59 verlegt werden, wurden dann aber vor der ehemaligen Synagoge in der Gerlandstraße 7 verlegt. |
| Stolperstein Albert Löwenheim        | Hier wohnte Albert Löwenheim Jg 1881 gedemütigt/entrechtet tot 14.2.1937                                                         | Gerlandstraße 7 · vor der ehemaligen Synagoge · | 9. Okt. 2014 | Albert Löwenheim wurde am 9. Juni 1881 in Oberscheden geboren. 1912 heiratete er Paula Löwenheim, aus der Ehe gingen die Kinder Ilse, Gerhard und Herbert hervor. Albert Löwenheim starb am 14. Februar 1937 in Dransfeld. |
| Stolperstein Paula Löwenheim         | Hier wohnte Paula Löwenheim Jg. 1888 Flucht 1940 Brasilien                                                                       | Gerlandstraße 7 · vor der ehemaligen Synagoge · | 9. Okt. 2014 | Paula Löwenheim wurde am 15. Juni 1888 in Kirchhain geboren. Sie war seit 1912 mit Albert Löwenheim verheiratet und hatte drei Kinder. 1940 flüchtete sie nach Brasilien, wohin ihre Kinder schon zuvor emigriert waren, und ließ sich bei ihnen in Sao Paulo nieder. |
| Stolperstein Ilse Löwenheim          | Hier wohnte Ilse Löwenheim Jg. 1913 Flucht 1935 Brasilien                                                                        | Gerlandstraße 7 · vor der ehemaligen Synagoge · | 9. Okt. 2014 | Ilse Löwenheim wurde 1913 als Tochter von Albert und Paula Löwenheim in Dransfeld geboren. 1935 flüchtete sie nach Brasilien. |
| Stolperstein Herbert Löwenheim       | Hier wohnte Herbert Löwenheim Jg. 1916 Flucht 1938 Brasilien                                                                     | Gerlandstraße 7 · vor der ehemaligen Synagoge · | 9. Okt. 2014 | Herbert Löwenheim wurde am 20. März 1916 als Sohn von Albert und Paula Löwenheim in Dransfeld geboren. Gerhard Löwenheim war sein Zwillingsbruder. Mit ihm gelang ihm im Oktober 1938 die Flucht nach Brasilien. |
| Stolperstein von Siegmund Simon      | Hier wohnte Siegmund Simon Jg. 1875 gedemütigt/entrechtet tot 23.6.1941                                                          | Lange Straße 63 ·                               | 24. Mai 2017 | Siegmund Simon wurde in Weißensee (Thüringen) geboren. Er war mit Mathilde Simon verheiratet, hatte fünf Kinder und betrieb ein Handelsgeschäft. Er starb am 23. Juni 1941. |
| Stolperstein von Mathilde Simon      | Hier wohnte Mathilde Simon geb. Rosenberg Jg. 1884 deportiert 1942 Ghetto Warschau ermordet                                      | Lange Straße 63 ·                               | 24. Mai 2017 | Mathilde Simon wurde am 4. Juni 1884 als Mathilde Rosenberg in Vegesack geboren. Sie war mit Siegmund Simon verheiratet und hatte fünf Kinder. Ab 26. März 1942 war sie im Sammellager Hannover-Ahlem inhaftiert und wurde am 31. März 1942 in das Ghetto Warschau deportiert. |
| Stolperstein von Ludwig Simon        | Hier wohnte Ludwig Simon Jg. 1913 deportiert 1942 Ghetto Warschau ermordet                                                       | Lange Straße 63 ·                               | 24. Mai 2017 | Ludwig Simon wurde am 29. Mai 1913 als Sohn von Siegmund und Mathilde Simon in Dransfeld geboren. Ab 26. März 1942 war er im Sammellager Hannover-Ahlem inhaftiert und wurde am 31. März 1942 in das Ghetto Warschau deportiert. |
| Stolperstein von Alfred Simon        | Hier wohnte Alfred Simon Jg. 1911 Flucht 1933 Frankreich 1935 Argentinien                                                        | Lange Straße 63 ·                               | 24. Mai 2017 | Alfred Simon wurde 1911 als Sohn von Siegmund und Mathilde Simon in Dransfeld geboren. Er floh 1933 nach Frankreich und 1935 nach Argentinien. |
| Stolperstein von Max Simon           | Hier wohnte Max 'Hans' Simon Jg. 1916 deportiert 1941 Minsk ermordet 28.7.1942                                                   | Lange Straße 63 ·                               | 24. Mai 2017 | Max Simon wurde am 2. März 1916 als Sohn von Siegmund und Mathilde Simon in Dransfeld geboren. Anfang der 1930er Jahre zog er für eine Banklehre nach Marburg und kehrte 1933 zurück nach Dransfeld. 1938 zog er nach Bremen. Am 18. November 1941 wurde er in das Ghetto Minsk deportiert, wo er am 28. Juli 1942 starb. |
| Stolperstein von Bettina Simon       | Hier wohnte Bettina Simon Jg. 1923 deportiert 1942 Ghetto Warschau ermordet 16.9.1942 Majdanek                                   | Lange Straße 63 ·                               | 24. Mai 2017 | Bettina Simon wurde am 4. Juni 1923 als Tochter von Siegmund und Mathilde Simon in Dransfeld geboren. Ab 26. März 1942 war sie im Sammellager Hannover-Ahlem inhaftiert und wurde am 31. März 1942 in das Ghetto Warschau deportiert. Später wurde sie in das KZ Majdanek verschleppt und dort am 16. September 1942 ermordet. |
| Stolperstein von Moritz Simon        | Hier wohnte Moritz 'Heinz' Simon Jg. 1926 Kindertransport 1939 Holland 1940 England                                              | Lange Straße 63 ·                               | 24. Mai 2017 | Moritz Simon wurde 1926 als Sohn von Siegmund und Mathilde Simon in Dransfeld geboren. Die Eltern gaben ihn in ein Kinderheim in Hannover, aus dem er vom DRK nach Amsterdam und England transportiert wurde. Er überlebte den Holocaust und kehrte später nach Deutschland zurück, verschwieg aber seine Vergangenheit. |

## Verlegungen
- 13. Mai 2013: 13 Stolpersteine an drei Adressen[33]
- 9. Oktober 2014: 14 Stolpersteine an vier Adressen[34][35]
- 24. Mai 2017: 11 Stolpersteine an drei Adressen[36]